# Krzywe (hromada Skałat)
Krzywe (ukr. Криве́) – wieś na Ukrainie w rejonie tarnopolskim należącym do obwodu tarnopolskiego.
Do 2020 w rejonie podwołoczyskim.
1 stycznia 1926 utworzono gminę Malinówka z części gminy Krzywe.